# Élections cantonales de 1925 dans la Mayenne
Les élections cantonales françaises de 1925 ont eu lieu le 19 et 26 juillet 1925.

## Assemblée départementale élue
| Tendance                     | Parti                   | Sigle    | Élus en 1925 | Élus en 1926 | Élus en 1927 | Élus en 1928 |
| ---------------------------- | ----------------------- | -------- | ------------ | ------------ | ------------ | ------------ |
| Gauche                       |                         |          |              |              |              |              |
| Gauche républicaine          | Radical-socialiste      | Rad-Soc  | 1            | 1            | 1            | 1            |
| Modérés                      |                         |          |              |              |              |              |
| Gauche républicaine          | Républicain de Gauche   | Rép.G    | 4            | 4            | 4            | 4            |
| Gauche républicaine          | Radical indépendant     | Rad.ind  | 6            | 6            | 6            | 6            |
| Droite républicaine          |                         |          |              |              |              |              |
| Droite républicaine          | Fédération républicaine | Rép. URD | 13           | 13           | 13           | 12           |
| Conservateur                 |                         |          |              |              |              |              |
| Légitimiste                  | Conservateur            | Conserv. | 3            | 3            | 3            | 4            |
| Président du conseil général |                         |          |              |              |              |              |
| Eugène Jamin                 |                         |          |              |              |              |              |

## Composition

### Le président
Le président est Eugène Jamin, est élu président le 7 octobre 1925.

### Les vice-présidents
Le 7 octobre 1925, les vice-présidences sont ainsi distribuées :
- Ferdinand Le Pelletier[2], 1re vice-président ;
- Alphonse Janvier[3], 2e vice-président.

### Les secrétaires
- François Brisard[4].
- Jacques Duboys-Fresney[5].

## Résultats pour le conseil général

### Arrondissement de Laval

#### Canton de Chailland
|                      | Constant Jouis * | Rad. ind. | 2182 |  |  |  |
|                      |                  |           |      |  |  |  |
| Inscrits             | Inscrits         | Inscrits  | 3169 |  |  |  |
| Votants              | Votants          | Votants   | 2405 |  |  |  |
| Exprimés             |                  |           |      |  |  |  |
| * Conseiller sortant |                  |           |      |  |  |  |

#### Canton de Laval-Est
|                      | Eugène Jamin * | Rép.URD   | 1 643 |  |  |  |
|                      | Amédée Trochon | Rad. Soc. | 1 192 |  |  |  |
|                      |                |           |       |  |  |  |
| Inscrits             | Inscrits       | Inscrits  | 4 554 |  |  |  |
| Votants              | Votants        | Votants   | 2 976 |  |  |  |
| Exprimés             |                |           |       |  |  |  |
| * Conseiller sortant |                |           |       |  |  |  |

#### Canton de Laval-Ouest
| Candidats                                                          | Candidats         | Étiquette   | Premier tour | Premier tour | Deuxième tour | Deuxième tour |
| Candidats                                                          | Candidats         | Étiquette   | Voix         | %            | Voix          | %             |
| ------------------------------------------------------------------ | ----------------- | ----------- | ------------ | ------------ | ------------- | ------------- |
|                                                                    | Louis Duchemin ** | Conserv.    | 1 724        |              |               |               |
|                                                                    | Dr Rousseau       | Rad. Soc.   | 1 122        |              |               |               |
|                                                                    | Edouard Bozée     | Indépendant | 556          |              |               |               |
|                                                                    |                   |             |              |              |               |               |
| Inscrits                                                           | Inscrits          | Inscrits    | 5 077        |              |               |               |
| Votants                                                            | Votants           | Votants     | 3 071        |              |               |               |
| Exprimés                                                           |                   |             |              |              |               |               |
| ** En remplacement de Christian d'Elva, conseiller sortant décédé. |                   |             |              |              |               |               |

#### Canton de Loiron
|                      | Louis Tréton de Vaujuas-Langan * | Conserv. | 2367 |  |  |  |
|                      |                                  |          |      |  |  |  |
| Inscrits             | Inscrits                         | Inscrits | 3410 |  |  |  |
| Votants              | Votants                          | Votants  | 2601 |  |  |  |
| Exprimés             |                                  |          |      |  |  |  |
| * Conseiller sortant |                                  |          |      |  |  |  |

### Arrondissement de Château-Gontier

#### Canton de Cossé-le-Vivien
|                      | Pierre-Clément Pichot | Rép.URD  | 1736 |  |  |  |
|                      |                       |          |      |  |  |  |
| Inscrits             | Inscrits              | Inscrits | 2582 |  |  |  |
| Votants              | Votants               | Votants  | 1942 |  |  |  |
| Exprimés             |                       |          |      |  |  |  |
| * Conseiller sortant |                       |          |      |  |  |  |

#### Canton de Craon
|                      | Ferdinand Le Pelletier * | Rép.URD  | 1736 |  |  |  |
|                      |                          |          |      |  |  |  |
| Inscrits             | Inscrits                 | Inscrits | 2582 |  |  |  |
| Votants              | Votants                  | Votants  | 1942 |  |  |  |
| Exprimés             |                          |          |      |  |  |  |
| * Conseiller sortant |                          |          |      |  |  |  |

#### Canton de Saint-Aignan-sur-Roë
| Candidats            | Candidats          | Étiquette | Premier tour | Premier tour | Deuxième tour | Deuxième tour |
| Candidats            | Candidats          | Étiquette | Voix         | %            | Voix          | %             |
| -------------------- | ------------------ | --------- | ------------ | ------------ | ------------- | ------------- |
|                      | Dr Victor Jallot * | Rép.URD   | 1 389        |              |               |               |
|                      | Pavis              | Rad. Soc. | 1 252        |              |               |               |
|                      |                    |           |              |              |               |               |
| Inscrits             | Inscrits           | Inscrits  | 3151         |              |               |               |
| Votants              | Votants            | Votants   | 2714         |              |               |               |
| Exprimés             |                    |           |              |              |               |               |
| * Conseiller sortant |                    |           |              |              |               |               |

### Arrondissement de Mayenne

#### Canton de Gorron
|                      | Clément-Louis Moreau * | Rad. ind. | 1253 |  |  |  |
|                      |                        |           |      |  |  |  |
| Inscrits             | Inscrits               | Inscrits  | 2834 |  |  |  |
| Votants              | Votants                | Votants   | 2156 |  |  |  |
| Exprimés             |                        |           |      |  |  |  |
| * Conseiller sortant |                        |           |      |  |  |  |

#### Canton d'Ambrières-les-Vallées
|                       | Jules Lebrun * | Rad. ind.      | 1215 |  |  |  |
|                       | Sillard        | (non candidat) | 121  |  |  |  |
|                       |                |                |      |  |  |  |
| Inscrits              | Inscrits       | Inscrits       | 1959 |  |  |  |
| Votants               | Votants        | Votants        | 1555 |  |  |  |
| Exprimés              |                |                |      |  |  |  |
| * Conseiller sortant. |                |                |      |  |  |  |

#### Canton de Mayenne-Est
|                      | César Léon Chabrun * | Rép.URD  | 2 040 |  |  |  |
|                      |                      |          |       |  |  |  |
| Inscrits             | Inscrits             | Inscrits | 3049  |  |  |  |
| Votants              | Votants              | Votants  | 2130  |  |  |  |
| Exprimés             |                      |          |       |  |  |  |
| * Conseiller sortant |                      |          |       |  |  |  |

#### Canton de Mayenne-Ouest
|                                              | Georges Denis ** | Rép. de G. | 1 554 |  |  |  |
|                                              | René Blanchard   | Rad. Soc.  | 838   |  |  |  |
|                                              |                  |            |       |  |  |  |
| Inscrits                                     | Inscrits         | Inscrits   | 2982  |  |  |  |
| Votants                                      | Votants          | Votants    | 2447  |  |  |  |
| Exprimés                                     |                  |            |       |  |  |  |
| ** En remplacement de Gustave Denis, décédé. |                  |            |       |  |  |  |

#### Canton de Landivy
|                      | Émile Papin * | Rép.URD  | 2136 |  |  |  |
|                      |               |          |      |  |  |  |
| Inscrits             | Inscrits      | Inscrits | 2761 |  |  |  |
| Votants              | Votants       | Votants  | 2293 |  |  |  |
| Exprimés             |               |          |      |  |  |  |
| * Conseiller sortant |               |          |      |  |  |  |

#### Canton d'Ernée
|                      | Constant Martin * | Rad. Soc. | 1 483 |  |  |  |
|                      | Coupé             | Rép.URD   | 1 256 |  |  |  |
|                      |                   |           |       |  |  |  |
| Inscrits             | Inscrits          | Inscrits  | 3131  |  |  |  |
| Votants              | Votants           | Votants   | 2774  |  |  |  |
| Exprimés             |                   |           |       |  |  |  |
| * Conseiller sortant |                   |           |       |  |  |  |

## Élection partielle durant le mandat
Il y a eu des élections partielles durant ce mandat à la suite des décès d'Émile Papin en 1928, et de Clément Moreau en 1930.
| Candidat et parti politique | Candidat et parti politique      | Candidat et parti politique | Premier tour | Premier tour | Second tour | Second tour |
| Candidat et parti politique | Candidat et parti politique      | Candidat et parti politique | Voix         | %            | Voix        | %           |
| --------------------------- | -------------------------------- | --------------------------- | ------------ | ------------ | ----------- | ----------- |
|                             | Baron André Terrasson de Sénevas | Conserv.                    | 1486         |              |             |             |
|                             | Henri Guilloux                   | Rad. Soc.                   | 953          |              |             |             |
|                             |                                  |                             |              |              |             |             |
| Inscrits                    | Inscrits                         | Inscrits                    | 2809         |              |             |             |
| Abstentions                 |                                  |                             |              |              |             |             |
| Votants                     | Votants                          | Votants                     | 2 434        |              |             |             |
| Blancs et nuls              |                                  |                             |              |              |             |             |
| Exprimés                    |                                  |                             |              |              |             |             |

| Candidat et parti politique | Candidat et parti politique    | Candidat et parti politique | Premier tour | Premier tour | Second tour | Second tour |
| Candidat et parti politique | Candidat et parti politique    | Candidat et parti politique | Voix         | %            | Voix        | %           |
| --------------------------- | ------------------------------ | --------------------------- | ------------ | ------------ | ----------- | ----------- |
|                             | Andoche Le Ray, duc d'Abrantès | Rép.ERD                     | 1289         |              |             |             |
|                             | Bouché                         | Rad. Soc.                   | 1122         |              |             |             |
|                             |                                |                             |              |              |             |             |
| Inscrits                    | Inscrits                       | Inscrits                    | 2887         |              |             |             |
| Abstentions                 |                                |                             |              |              |             |             |
| Votants                     | Votants                        | Votants                     | 2 458        |              |             |             |
| Blancs et nuls              |                                |                             |              |              |             |             |
| Exprimés                    |                                |                             |              |              |             |             |

## Sources
- La Mayenne, 21, 22 et 24 juillet 1925